# Euphorbia letestuana
Euphorbia letestuana är en törelväxtart som först beskrevs av Denis, och fick sitt nu gällande namn av Peter Vincent Bruyns. Euphorbia letestuana ingår i släktet törlar, och familjen törelväxter. Inga underarter finns listade i Catalogue of Life.